# لبهاليل (هراوة)
لبهاليل هو دُوَّار يقع بجماعة زمران، إقليم قلعة السراغنة، جهة مراكش آسفي في المملكة المغربية. ينتمي الدوّار لمشيخة هراوة التي تضم 18 دوار. يقدر عدد سكانه بـ 305 نسمة حسب الإحصاء الرسمي للسكان والسكنى لسنة 2004.

## روابط خارجية
- البوابة الوطنية للجماعات الترابية نسخة محفوظة 12 مارس 2018 على موقع واي باك مشين.
- المندوبية السامية للتخطيط